# Don Quijote de La Mancha (serie de televisión de 1979)
Don Quijote de la Mancha es una serie de televisión de dibujos animados, basada en una de las obras maestras de la literatura universal, Don Quijote de la Mancha. Fue emitida por TVE en 1979. Tuvo un gran éxito entre el público juvenil de la época. Debido a ello fue transmitida en gran cantidad de países de América, Asia y Europa. Fue un gran éxito tanto de crítica como audiencia gracias a la gran claridad de los dibujos y a su narración fluida y distraída. Los realizadores de la serie, Cruz Delgado y José Romagosa no volvieron a trabajar juntos y la productora que crearon para desarrollar la serie desapareció una vez terminó su emisión. La serie tuvo un presupuesto final de 11 millones de pesetas.

## Historia
En 1978 Cruz Delgado y José Romagosa fundan la empresa Cruz Delgado-José Romagosa S.A. para realizar una serie basada en la obra Don Quijote de la Mancha de Miguel de Cervantes para "divulgar la obra de Cervantes y hacer de La Mancha un lugar conocido". Para ser fieles a la novela se contrataron a dos asesores literarios que fueron Guillermo Díaz-Plaja y Manuel Criado de Val para que ayudasen al guionista Gustavo Alcalde.
Se montó un Estudio en Madrid en la plaza de las Salesas, se contrata para trabajar en él a un centenar de dibujantes y al fondista Ángel S. Chicharro quien recorre toda la Mancha para tomar apuntes de todos los elementos característicos de la zona, incluso sobrevoló la zona un helicóptero durante cinco horas para filmar el paisaje y poder ser lo más similar a la zona. Para dibujar a los cuatro personajes principales de la novela (Alonso Quijano, Sancho Panza, Dulcinea del Toboso y Rocinante) se utilizaron un total de ochenta colores. La banda sonora le fue encomendada a Antonio Areta que sería interpretada por 60 músicos de la Orquesta Sinfónica de RTVE y la Nacional, al igual que realizó la canción oficial de la serie llamada En un lugar de la Mancha que fue interpretada por Lorenzo Valverde, sin embargo se creó una más comercial titulada Don Quijote y Sancho del grupo Botones. Esta última fue elegida por algunos niños a los que se le hizo un pase privado en donde les mostraron distintas canciones seleccionadas por los autores y que se convertiría en disco de oro en el año 1980.
Los primeros ocho o diez capítulos de la serie fueron bien, ya que Cruz Delgado se encargaba de la parte artística y Romagosa se encargaba del merchandising para financiar el proyecto. Sin embargo los problemas aparecieron cuando comenzó a emitirse la serie, debido a que no se cumplen los plazos previstos debido a la gran cantidad de trabajo, lo que hace que se contrate a más dibujantes que a su vez hace que aumente el presupuesto hasta la cifra de 350 y 400 mil pesetas por episodio. El presupuesto podría mantenerse debido a la labor de Romagosa durante la primera temporada, pero en la segunda muchos de los productos derivados dejaron de realizarse y no se volvió a firmar el contrato con algunas empresas, lo que hizo que la parte final de la serie se hiciera de forma apresurada con desesperación de Cruz Delgado.

## Argumento
Es una adaptación en dibujos animados de la inmortal obra de Miguel de Cervantes, consistente en 39 episodios que relatan las aventuras del hidalgo Don Quijote y su fiel escudero Sancho Panza.
Resume los hechos más importantes y claves del libro, como cuando Don Quijote pierde el juicio por su constante lectura de libros de caballería y la quema de los mismos, la aventura de los molinos de viento, el combate con los rebaños que fueron confundidos con ejércitos rivales, la conquista del yelmo de Mambrino, las burlas en la venta de Juan Palomeque o la aventura de Sierra Morena y cómo se lleva a Don Quijote a casa, en la primera parte (52 capítulos en el libro). Ya en la segunnda parte, se resaltan hechos como el encuentro de Don Quijote con el bachiller Sansón Carrasco, que será el personaje clave para que Don Quijote regrese a casa y se cure de su "locura", el encantamiento de Dulcinea, la batalla con el Caballero de los Espejos, la boda de Basilio y Quiteria, las burlas en el castillo de los duques, Sancho Panza al liderazgo de la ínsula y una de las últimas aventuras, ante el combate con el Caballero de la Blanca Luna, y finalmente como Don Quijote recupera la razón en su lecho de muerte. (En un libro La segunda parte consta de 74 capítulos; el libro, por lo tanto de 126).
Este total de 126 capítulos del libro se resume en 39 en la serie de televisión.

## Episodios
| #                                                                                                 | Nombre                                        | Fecha de emisión en TVE |
| ------------------------------------------------------------------------------------------------- | --------------------------------------------- | ----------------------- |
|                                                                                                   |                                               |                         |
| 01                                                                                                | En un lugar de la Mancha                      | 6 de octubre de 1979    |
|                                                                                                   |                                               |                         |
| 02                                                                                                | Don Quijote es armado caballero               | 13 de octubre de 1979   |
|                                                                                                   |                                               |                         |
| 03                                                                                                | Arden los libros de caballerías               | 20 de octubre de 1979   |
|                                                                                                   |                                               |                         |
| 04                                                                                                | La aventura de los molinos                    | 27 de octubre de 1979   |
|                                                                                                   |                                               |                         |
| 05                                                                                                | La batalla con el gallardo vizcaíno           | 3 de noviembre de 1979  |
|                                                                                                   |                                               |                         |
| 06                                                                                                | La aventura con los yangüeses                 | 10 de noviembre de 1979 |
|                                                                                                   |                                               |                         |
| 07                                                                                                | El bálsamo de Fierabrás                       | 17 de noviembre de 1979 |
|                                                                                                   |                                               |                         |
| 08                                                                                                | El manteo de Sancho                           | 24 de noviembre de 1979 |
|                                                                                                   |                                               |                         |
| 09                                                                                                | El combate con los rebaños                    | 1 de diciembre de 1979  |
|                                                                                                   |                                               |                         |
| 10                                                                                                | El yelmo de Mambrino                          | 8 de diciembre de 1979  |
|                                                                                                   |                                               |                         |
| 11                                                                                                | La aventura de Sierra Morena                  | 15 de diciembre de 1979 |
|                                                                                                   |                                               |                         |
| 12                                                                                                | Dulcinea del Toboso                           | 22 de diciembre de 1979 |
|                                                                                                   |                                               |                         |
| 13                                                                                                | La descomunal batalla con unos cueros de vino | 29 de diciembre de 1979 |
|                                                                                                   |                                               |                         |
| 14                                                                                                | Nuevas aventuras en la venta                  | 5 de enero de 1980      |
|                                                                                                   |                                               |                         |
| 15                                                                                                | La historia del cautivo                       | 12 de enero de 1980     |
|                                                                                                   |                                               |                         |
| 16                                                                                                | Los cuadrilleros de la Santa Hermandad        | 19 de enero de 1980     |
|                                                                                                   |                                               |                         |
| 17                                                                                                | El encantamiento de Don Quijote               | 2 de febrero de 1980    |
|                                                                                                   |                                               |                         |
| 18                                                                                                | La procesión de los encapuchados              | 9 de febrero de 1980    |
|                                                                                                   |                                               |                         |
| 19                                                                                                | Don Quijote regresa a su aldea                | 16 de febrero de 1980   |
|                                                                                                   |                                               |                         |
| 20                                                                                                | Descansando hasta nuevas aventuras            | 23 de febrero de 1980   |
| Tras la emisión de 20 episodios RTVE realiza una pausa en su emisión, retomándola 9 meses después |                                               |                         |
| 21                                                                                                | El bachiller Sansón Carrasco                  | 22 de noviembre de 1980 |
|                                                                                                   |                                               |                         |
| 22                                                                                                | El encantamiento de Dulcinea                  | 29 de noviembre de 1980 |
|                                                                                                   |                                               |                         |
| 23                                                                                                | El Caballero de los Espejos                   | 6 de diciembre de 1980  |
|                                                                                                   |                                               |                         |
| 24                                                                                                | El Caballero del Verde Gabán                  | 13 de diciembre de 1980 |
|                                                                                                   |                                               |                         |
| 25                                                                                                | Las bodas de Camacho                          | 20 de diciembre de 1980 |
|                                                                                                   |                                               |                         |
| 26                                                                                                | La Cueva de Montesinos                        | 27 de diciembre de 1980 |
|                                                                                                   |                                               |                         |
| 27                                                                                                | El retablo de Maese Pedro                     | 3 de enero de 1981      |
|                                                                                                   |                                               |                         |
| 28                                                                                                | El barco encantado                            | 10 de enero de 1981     |
|                                                                                                   |                                               |                         |
| 29                                                                                                | En el castillo de los duques                  | 17 de enero de 1981     |
|                                                                                                   |                                               |                         |
| 30                                                                                                | Hay que desencantar a Dulcinea                | 24 de enero de 1981     |
|                                                                                                   |                                               |                         |
| 31                                                                                                | Clavileño                                     | 31 de enero de 1981     |
|                                                                                                   |                                               |                         |
| 32                                                                                                | El gobernador Sancho Panza                    | 7 de febrero de 1981    |
|                                                                                                   |                                               |                         |
| 33                                                                                                | La ínsula de Barataria                        | 14 de febrero de 1981   |
|                                                                                                   |                                               |                         |
| 34                                                                                                | Adiós a Barataria                             | 21 de febrero de 1981   |
|                                                                                                   |                                               |                         |
| 35                                                                                                | El rescate de Sancho Panza                    | 28 de febrero de 1981   |
|                                                                                                   |                                               |                         |
| 36                                                                                                | Camino de Barcelona                           | 7 de marzo de 1981      |
|                                                                                                   |                                               |                         |
| 37                                                                                                | Aventura en las galeras                       | 14 de marzo de 1981     |
|                                                                                                   |                                               |                         |
| 38                                                                                                | El Caballero de la Blanca Luna                | 21 de marzo de 1981     |
|                                                                                                   |                                               |                         |
| 39                                                                                                | Los azotes de Sancho                          | 28 de marzo de 1981     |
|                                                                                                   |                                               |                         |
| 40                                                                                                | Don Quijote cabalga hacia las estrellas       | 11 de abril de 1981     |

## Producción
Cuando terminaba de desarrollar los guiones Gustavo Alcalde, se los enviaba a Cruz Delgado para que desarrollase los diseños modelo y el guion gráfico con un tamaño de 300 viñetas por episodio que servirá como base para el desarrollo posterior. Una vez realizados eran enviados al departamento de planificación en donde se realizaba la maquetación y se elige la forma con la que se va a rodar el episodio sobre la base de las reuniones periódicas con los que había realizado el storyboard a donde asistían Cruz Delgado, Romagosa, Alcalde, De Val, Díaz-Plaja, los animadores y el cámara.
Una vez que ya se habían terminado de realizar todas las viñetas en blanco y negro que iban a formar el episodio, el equipo de animación dirigido por Cruz Delgado en donde marcaban los movimientos de los personajes al igual que los intercaladores realizaban a lápiz los dibujos intermedios entre un dibujo y otro. Una vez terminados se rodaban para comproban la fluidez y los fallos de dicho movimiento.
Los dibujos eran reproducidos en láminas de acetato de celulosa en el departamento de reprografía, que posteriormente pasaban al de color donde se les daban las tonalidades a través de finos pinceles mientras que en el de decorados los fondistas dirigidos por Ángel S. Chicharro en donde se realizaban todos los elementos inmuebles del episodio sobre los que se colocaban las láminas de acetato de celulosa ya coloreadas. Una vez que se han unido el trabajo de ambos departamentos, el operador se encarga de conseguir que se puedan mover en la pantalla. En la etapa final se realizaban la edición y el montaje de la mano de Cruz Delgado y José Luis Berlanga realizan el control de calidad y la pasan a un formato de 35mm terminando así la producción.
La postproducción se realizaba en estudios separados. Por un lado la musicalización en donde Juan Pardo y Antonio Areta componían que posteriormente eran interpretada por el músico correspondiente. Por otro lado se llevaba a cabo el doblaje en los estudios Cinearte de Madrid, en donde Fernando Fernán Gómez daba voz a Alonso Quijano y Antonio Ferrandis, utilizan una voz distinta a la suya habitual, a Sancho Panza; al igual que Rafael de Penagos se la ponía a Miguel de Cervantes, Luis Varela al Bachiller, José Guardiola a Vizcaíno, Manolo García al caballero del Verde Gabán y Amelia Jara a la sobrina de Alonso Quijano. Y por último fueron colocados los efectos de sonido.

## Reparto de voces
- Fernando Fernán-Gómez: Don Quijote de la Mancha
- Antonio Ferrandis: Sancho Panza
- Rafael de Penagos: Miguel de Cervantes
- Amelia Jara: Sobrina de don Quijote
- Teófilo Martínez: Cura
- Eduardo Moreno: Maese Nicolás, el barbero
- Luis Varela: Bachiller Sansón Carrasco
- José Guardiola: Gallardo Vizcaíno
- Manolo García: Caballero del Verde Gabán
- Gloria Cámara: Dulcinea del Toboso
- María Dolores Díaz: Doncella Dorotea
- Matilde Conesa: Teresa Panza

## Recepción y proyección internacional

### Crítica
José María Candel Crespo afirma en su libro Historia del dibujo animado español que la serie acabó medianamente aceptable y por encima de la media de los demás productos, al igual que, a pesar de tener la obra los momentos de brillantez habituales del director, su animación comenzó a tener cierta rigidez que se notó aún más en los episodios finales (aunque también destaca la dificultad de llevar a cabo una adaptación de la novela de Cervantes).
Enrique Corral afirmó en una crítica en el diario ABC que valoraba el esfuerzo llevado a cabo para hacerlo y valoró positivamente todo lo relacionado con la serie ya fuese el doblaje, guion y música. Natalia Figueroa afirmó en el mismo diario que el éxito de la serie era que había conseguido que se diera a conocer aún más la novela de Cervantes principalmente en el público infantil.
Antonio C. Villacañas escribió en Pueblo que se trata una serie más para los adultos al explicarles cosas que le servirán a lo largo de la vida y a la que a los jóvenes no interesaría debido a que encontrarían menos acción que en otras obras. Gil de Muro explicaba en Marca tras el final de la serie que mantuvo el lenguaje de la obra original y describió los pasajes más importantes de la misma. Carintio explicó en Norte-Expréss la dificultad de llevar la novela a los niños debido a su contenido y su dificultad, y valoró positivamente el doblaje de los dos protagonistas.
Josefina Carabias recordó en La gaceta del norte su niñez durante la cual se emitió la serie y dijo que en dicho momento no se dio cuenta de que asisitía a un momento único en el que la novela se convertía en unos dibujos animados. Diego Galán escribió en El País que se trataba de una serie realizada con esfuerzo frente a cualquier tipo de impedimento que tuviese.

### Audiencia
La serie tuvo un gran éxito entre la juventud e infancia de la época, aunque también entre los adultos. La serie fue exportada a casi todos los países de Europa, América y Asia, siendo emitida en un total 130 países y traducida a más de treinta idiomas entre los que se encuentran el francés, alemán, neerlandés, italiano, griego, turco, kurmanci, portugués, catalán, euskera, rumano, polaco, húngaro, esloveno, yugoslavo, croata, persa, afrikáans, hebreo, árabe, japonés, mandarín (chino), bahasa-indonesio, tamil, sueco, danés, ruso, lituano, búlgaro, e islandés. Según Romagosa, la proyección internacional de la serie permitió amortizar el dinero invertido en ella, aunque Cruz Delgado afirma que no le interesaba si ganó o perdió dinero, sino que llegó a producirla y esto le ha ayudado a poder llevar a cabo otros proyectos.